# Maigret und die Affäre Saint-Fiacre
Maigret und die Affäre Saint-Fiacre (französisch: L’Affaire Saint-Fiacre) ist ein Kriminalroman des belgischen Schriftstellers Georges Simenon. Er entstand im Januar 1932 in Cap d’Antibes und gehört zur ersten Staffel von 19 Romanen der insgesamt 75 Romane und 28 Erzählungen umfassenden Serie um den Kriminalkommissar Maigret. Der Roman wurde im Jahr 1932 vom Verlag Fayard veröffentlicht. Die erste deutsche Übersetzung von Hansjürgen Wille und Barbara Klau erschien 1958 unter dem Titel Maigret und das Geheimnis im Schloß bei Kiepenheuer & Witsch. 1986 veröffentlichte der Diogenes Verlag eine Neuübersetzung von Werner De Haas unter dem Titel Maigret und die Affäre Saint-Fiacre.
Die Ankündigung eines Verbrechens führt Maigret zurück in seine Geburtsstadt Saint-Fiacre. Vor seinen Augen stirbt die von ihm einst verehrte Gräfin an einem Herzanfall. Maigret ermittelt im Umfeld des Schlosses, das sein Vater verwaltete. Er muss erkennen, dass sich seit seiner Kindheit vieles verändert hat: Das prunkvolle Schloss ist heruntergekommen, die Gräfin lässt sich von jungen Männern ausnehmen, und ihr Tod scheint manchem gelegen zu kommen.

## Inhalt

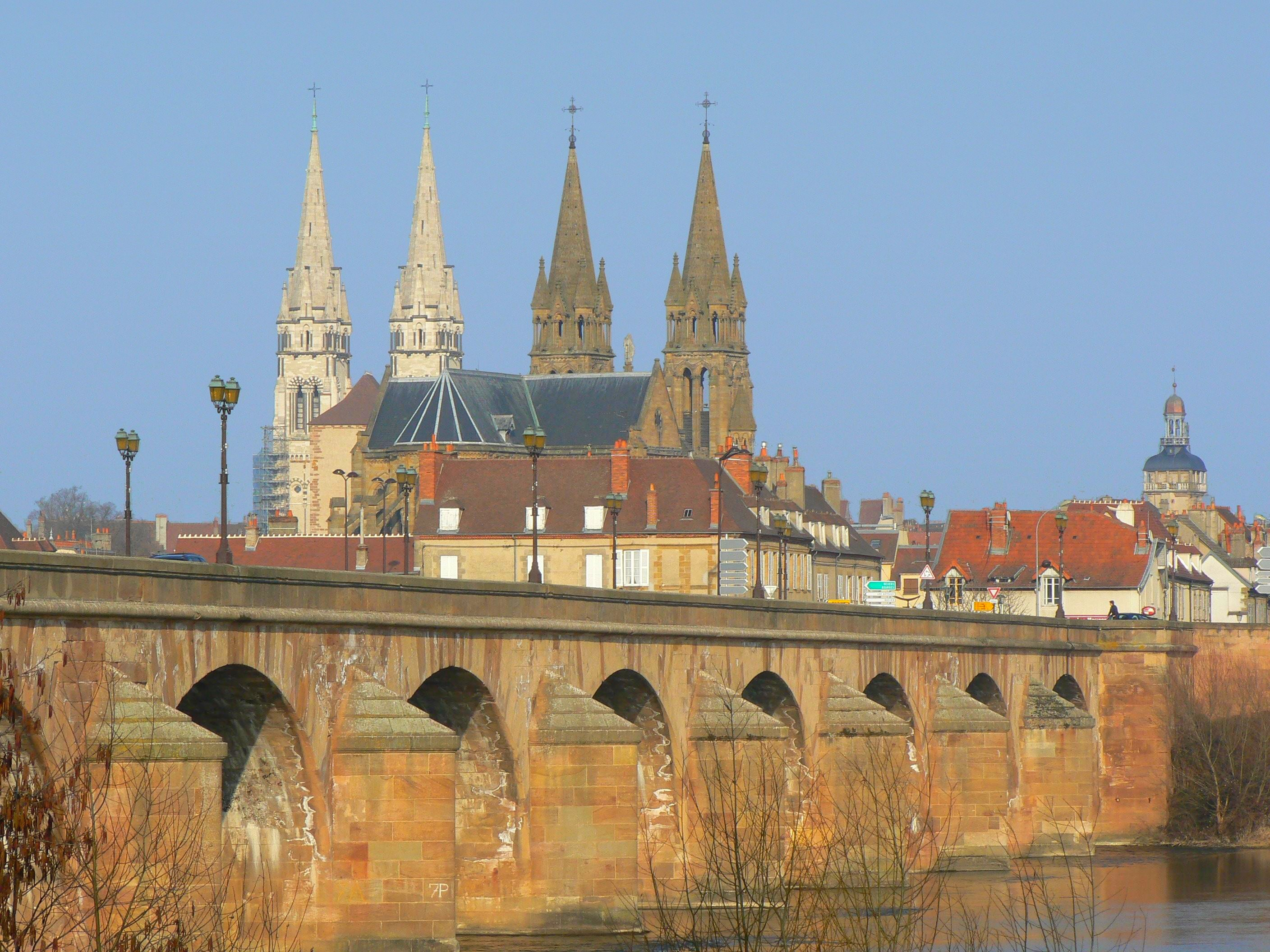
Blick auf Moulins

Bei der Stadtpolizei in Moulins ist ein anonymer Brief eingegangen, der zu Allerseelen während der Frühmesse in der Kirche von Saint-Fiacre ein Verbrechen ankündigt. Weder dort noch am Pariser Quai des Orfèvres wird das Schreiben ernst genommen. Doch Kommissar Maigret, der vor 42 Jahren in Saint-Fiacre geboren wurde, ergreift die Gelegenheit, in seine Heimatstadt zurückzukehren, die er seit dem Tod seines Vaters nicht mehr betreten hat. Maigrets Vater Évariste Maigret war dreißig Jahre lang Verwalter des Schlosses Saint-Fiacre, das den kleinen Jules mit Respekt und Ehrfurcht erfüllte. Die dort ansässige Gräfin war für den Jungen der Inbegriff von Schönheit und Noblesse. Doch die Gräfin ist inzwischen alt geworden, das Schloss ist nach dem Tod ihres Mannes heruntergekommen, und der Besitz wird Stück um Stück veräußert. Während Maigret die Stadt und viele ihrer Bewohner aus seiner Kindheit vertraut sind, scheint im füllig gewordenen Kommissar niemand den kleinen Jules von damals zu erkennen.
Vor Maigrets Augen kommt es tatsächlich in der Frühmesse zu einem Todesfall. Die Gräfin erleidet einen Herzstillstand, der sogleich vom Arzt Bouchardon bestätigt wird. Im Messbuch der Toten ist ein fingierter Zeitungsartikel versteckt, der berichtet, dass sich der Sohn der Gräfin aus Scham über den skandalösen Lebenswandel seiner Mutter umgebracht habe. Dieser ist die Ursache des tödlichen Anfalls der herzkranken alten Frau. Tatsächlich wurde im Ort schon länger gemunkelt, dass die jungen Sekretäre, die die Gräfin seit dem Tod ihres Mannes beschäftigt, ihre Liebhaber sind. Jean Métayer ist der aktuelle Vertreter dieser Gattung Gigolos, die lediglich daran interessiert sind, das Vermögen der Gräfin zu verprassen. Doch profitieren vom Tod der Gräfin scheint vor allem einer: ihr Sohn Maurice, der in akuten Geldnöten steckt und angereist ist, um 40.000 Francs für einen ungedeckten Scheck zu erbitten.
Obwohl es wegen der natürlichen Todesursache zu keiner offiziellen polizeiliche Untersuchung kommt, nimmt Maigret die Ermittlungen auf, die ihn immer wieder in seine Kindheit zurückführen. Wie damals gibt es einen Verwalter und seinen Sohn, Gautier und Émile, einen strebsamen Bankangestellten. Das einstige Wohnhaus der Maigrets ist längst modernisiert worden. Wie damals gibt es einen jungen Chorknaben namens Ernest, dessen größter Traum ein eigenes Messbuch ist, und in dessen Gewitztheit und kindlichen Sehnsüchten sich Maigret selbst wiedererkennt. Das schielende Mädchen von früher ist heute Maigrets Wirtin und weigert sich, den Herren aus Paris zu duzen. Auch der Nachfolger des Pfarrers, der sein Amt wesentlich gewissenhafter als sein Vorgänger versieht, verstrickt sich in den Fall, schießt dem Grafen dessen Schulden vor und beruft sich gegenüber Maigret auf das Beichtgeheimnis.
Bei der Auflösung des Falles ist Maigret nicht mehr als ein Zuschauer. In einer Szenerie, die ihn an Walter Scott erinnert, lädt Maurice de Saint-Fiacre alle in den Fall verwickelten Personen zum Abendessen ins Schloss ein, wo er eine Pistole auf dem Tisch drapiert, reihum das Motiv eines jeden unter die Lupe nimmt und prophezeit, der Mörder werde Mitternacht nicht überleben. Es ist der junge Émile Gautier, der unter dem Druck die Nerven verliert, die Pistole ergreift und auf den Grafen schießt. Doch in der Pistole sind nur Platzpatronen. Das abgekartete Spiel zwischen Vater und Sohn Gautier wird entlarvt. Émile war einst der Vorgänger Métayers als Favorit der Gräfin. Gemeinsam eigneten sich die Gautiers nach und nach deren ganzes Vermögen an. Doch sie fürchteten den Rivalen Métayer und ergriffen die Gelegenheit, durch den Anschlag die Gräfin aus dem Weg zu räumen und den Verdacht auf ihren Sekretär zu lenken. Der Graf verprügelt Émile und jagt ihn samt seinem Vater aus dem Schloss. Bei der Beerdigung seiner Mutter verströmt er wieder etwas von dem früheren Glanz der Saint-Fiacres.

## Hintergrund

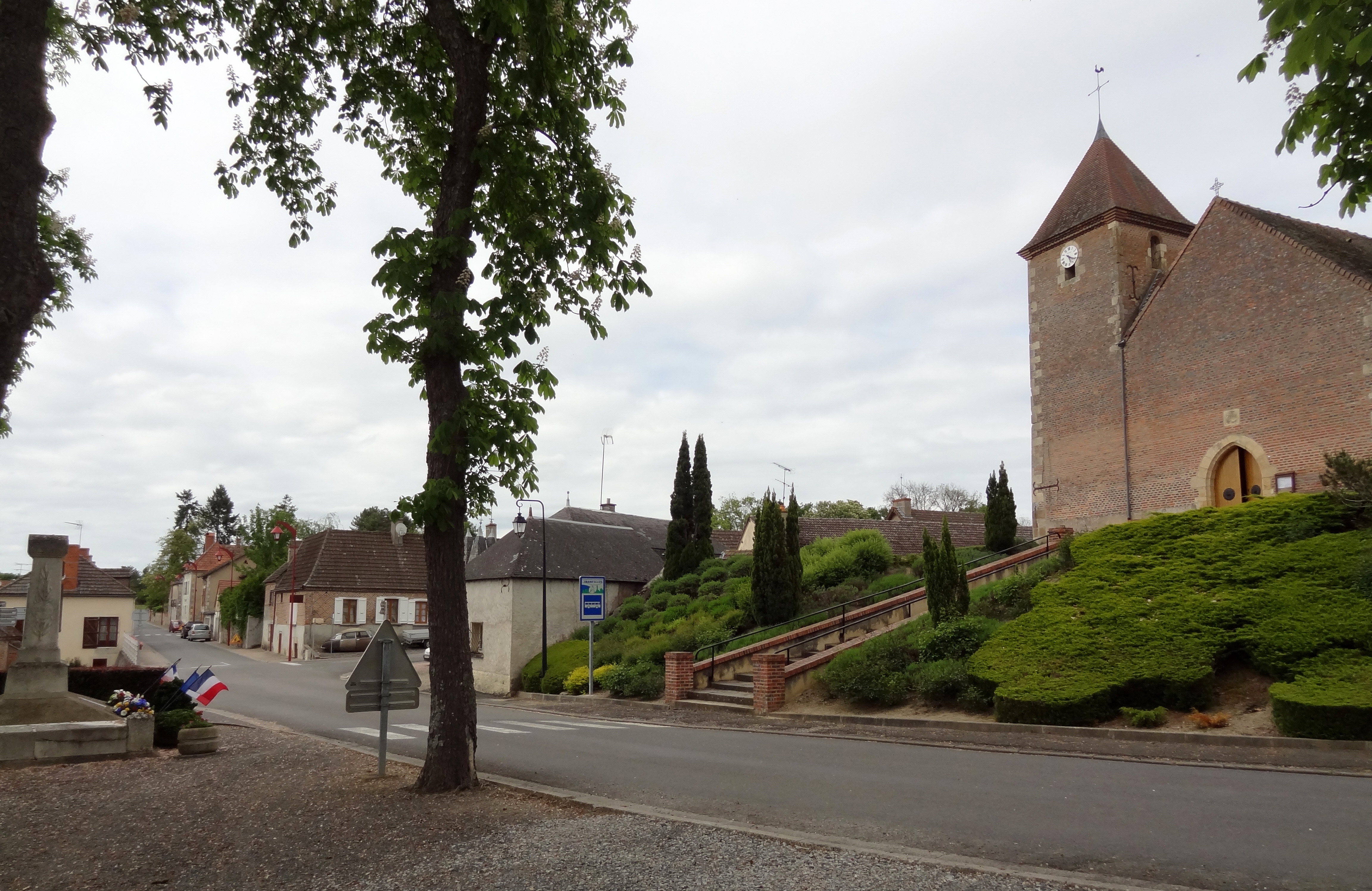
Ortskern von Paray-le-Frésil

Von Mai 1923 an arbeitete der junge Georges Simenon ein knappes Jahr lang als Privatsekretär beim Marquis Raymond d’Estutt de Tracy, bis er über genug Kontakte zur Pariser Literaturszene verfügte, um in Zukunft ausschließlich als Schriftsteller zu leben. Der Marquis besaß fünf Schlösser sowie weitere Güter, die über ganz Frankreich verstreut lagen, sein Hauptwohnsitz aber war Paray-le-Frésil bei Moulins im Département Allier. Dieses Schloss übertrug Simenon im Roman Maigret und die Affäre Saint-Fiacre – und später auch in Maigrets Memoiren – in das Schloss Saint-Fiacre. Zum Vorbild für Maigrets Vater nahm er den tatsächlichen Schlossverwalter Pierre Tardivon, den Simenon bei seiner Arbeit kennen und schätzen gelernt hatte. Später erkundeten einige Simenon-Forscher den Ort und deckten Parallelen zwischen Roman und Wirklichkeit auf.

## Interpretation

### Handlung auf zwei Ebenen
Der Roman L’Affaire Saint-Fiacre spielt auf zwei Ebenen: der Gegenwart, in der der Tod der Gräfin aufgeklärt wird, und der Vergangenheit, an die sich Maigret erinnert. Dabei treten die beiden Ebenen laut Wolfgang Spreckelsen fortwährend in Kontakt miteinander, zitiert die Gegenwart die Vergangenheit. Die Vermischung der beiden Zeitebenen bereitet Maigret den ganzen Roman hindurch Probleme, führt aber letztlich auch zur Lösung des Falles. Erst vor dem Hintergrund seiner Erinnerung wird der Niedergang des Schlosses in der Gegenwart fassbar und fällt der gleichzeitige Aufschwung im Verwalterhaus ins Auge. Diese Verschiebung der Machtverhältnisse, in der der Sohn des Verwalters den Platz des Grafen einnehmen will, wird am Ende des Romans rückgängig gemacht und die alte Ordnung wiederhergestellt.
Die beiden Zeitebenen finden ihre Entsprechung in einer auffälligen Häufung von Dopplungsmotiven: von der schielenden (doppelsichtigen) Wirtin bis zur Signalpfeife mit zwei Tönen – die beiden Motive bilden die erste und letzte Kapitelüberschrift. Neben zweitönigen Glocken und zweisprachigen liturgischen Texten ist verräterischerweise sogar das zentrale Indiz, der gefälschte Zeitungsausschnitt, beidseitig mit demselben Text bedruckt. Auch die Handlung ist oft von einer Parallelität der Ereignisse bestimmt. Immer wieder finden sich zur gleichen Zeit zwei verschiedene Gruppen von Personen zusammen, zwischen denen Maigrets Aufmerksamkeit gespalten ist.
Das Personal des Romans gehorcht ebenfalls dieser Dopplung, indem die meisten Figuren der Gegenwart den Platz anderer Figuren in der Vergangenheit einnehmen. Wie in Maigrets Kindheit gibt es einen Verwalter und dessen Sohn, sowie einen Ministranten, der sich für das Gebetbuch interessiert. Personen, die kein Pendant in der Vergangenheit haben, etwa Marie Vassilew, die Geliebte des Grafen, finden sich in Saint-Fiacre nicht zurecht und verlassen die Handlung schon bald wieder. Der Graf überwindet erst dann seine Passivität und avanciert zum aktiven Gestalter, als er den Platz seines Vaters einnimmt. Tim Morris sieht vor allem Émile Gautier als Doppelgänger des jungen Jules Maigret. Beide sind im Schatten des Schlosses aufgewachsen, verspürten Neid auf die gräfliche Familie, der jedoch nur bei Émile zur Tat geführt hat. Dennoch trage so auch Maigret – in Gestalt seines Doppelgängers – Verantwortung für die Tat.

### Stellung in der Serie und im Genre

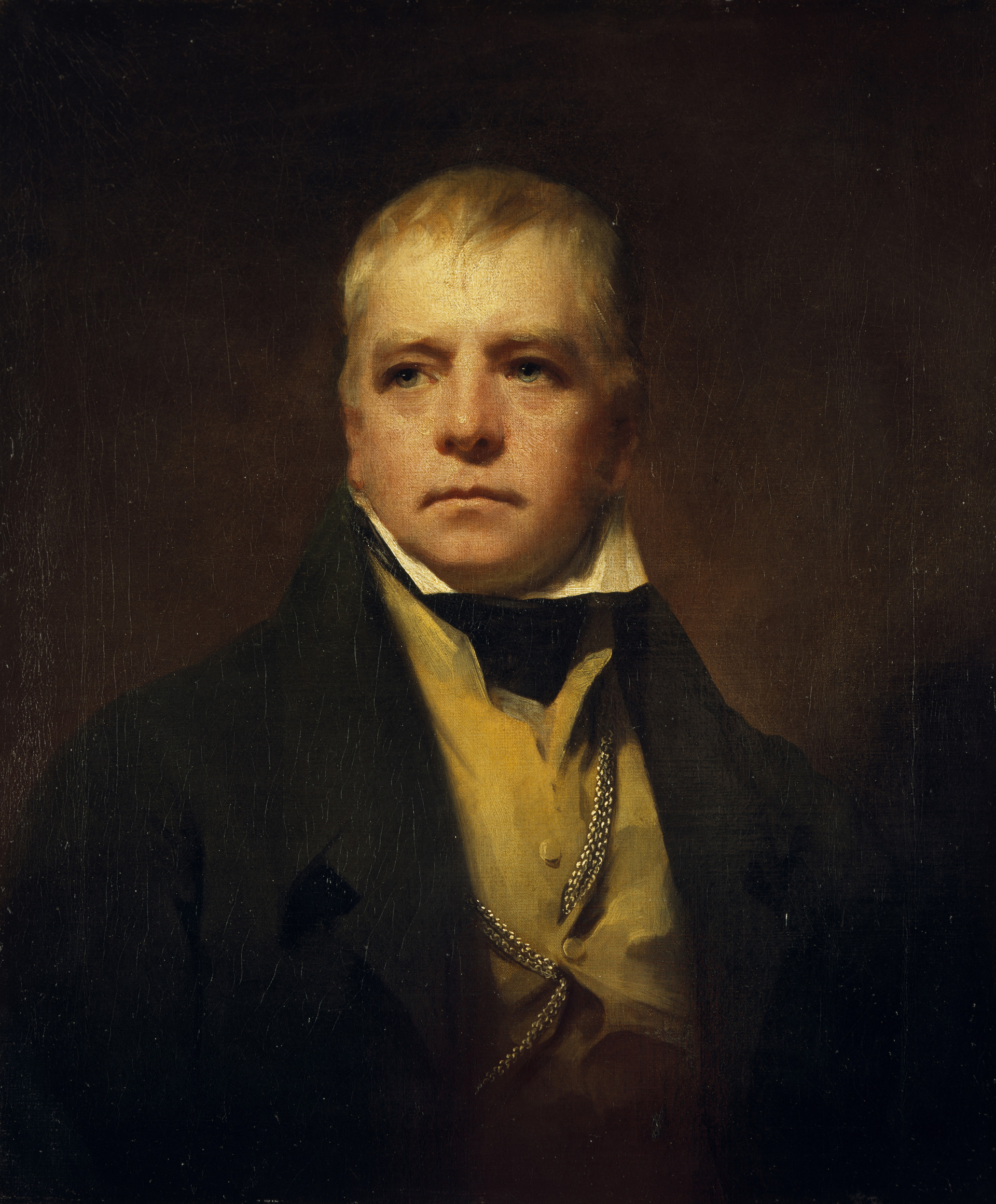
Walter Scott, Porträt von Henry Raeburn

L’Affaire Saint-Fiacre gilt bei vielen Kritikern als nicht sehr typischer Maigret-Roman. Für Charles Shibuk ist der Roman „konventioneller im Ton und in der Klarheit“, Simenon rücke Handlung und Beschreibungen gegenüber seiner „üblichen grüblerischen Atmosphäre“ stärker in den Vordergrund. Untypisch für Simenon ist auch der literarische Verweis, der sich sogar in einer Kapitelüberschrift wiederfindet: „Im Zeichen von Walter Scott“. So sieht Josef Quack in der Versammlung der Verdächtigen im Schloss eine regelrechte „Parodie Walter Scotts“. Tim Morris zieht den Vergleich zu einer Szene von Agatha Christie, einer Autorin, mit der Simenon sonst nur schwer zu vergleichen sei, da seine Romane nicht ihre kriminalistischen Puzzles enthielten.
Allerdings ist L’Affaire Saint-Fiacre laut Wolfgang Spreckelsen gerade kein „idealtypischer Detektivroman“. Ab einem gewissen Zeitpunkt wird dem Detektiv die Ermittlung von einem Verdächtigen aus der Hand genommen, die Schuldigen werden nicht zur Verantwortung gezogen, und schließlich bleibt – untypisch für Simenon – auch eine zentrale Frage völlig offen, die nach dem Verfasser des anonymen Briefs. Tim Morris erkennt im Roman weder Suspense noch eine spezifische Detektivhandlung und weist darauf hin, dass genau genommen nicht einmal ein Verbrechen vorliege. Alain Bertrand spricht von L’Affaire Saint-Fiacre gleichzeitig als einer „œuvre-synthèse“, einer dicht verwobenen Synthese aus literarischen Spuren, wie einer „œuvre-limite“, da die Literarizität im Widerspruch zu den Grenzen des Genres stehe.
Für Wolfgang Spreckelsen schuf Maigret mit L’Affaire Saint-Fiacre ein mehrschichtiges literarisches Gebilde, indem er zwei Literaturgattungen miteinander verknüpfte: den Kriminalroman und das Märchen. Die Atmosphäre des Schlosses und die klare hierarchische Aufteilung in Volk und Adel, Einheimische und Fremde sowie Gut und Böse trage mythischen Charakter. Zentrale Handlungselemente erinnern an Versatzstücke eines Märchens, etwa die anfängliche Prophezeiung aus dem Nichts, der Bann, in den der Graf am Ende die versammelte Runde schlägt, die lähmende Ohnmacht, in der Maigret die ihm aus den Händen genommene Handlung abrollen lässt, bis zum Schluss mit der Vertreibung des falschen Freiers und einer Wiedereinsetzung des rechtmäßigen Herrschers.

## Rezeption
Maigret und die Affäre Saint-Fiacre gilt als einer der berühmtesten Maigret-Romane. Charles Shibuk zählte ihn zu den besseren der frühen Maigret-Romane. Klaus N. Frick las die „realistische Darstellung eines Provinzkaffs im Niedergang. Ein starker Roman.“ Frank Böhmert empfahl den Roman als „ein Sittengemälde, die feine psychologische Zeichnung eines unwillig Heimkehrenden und die tolle Variante einer klassischen Krimiauflösung.“ Auch Tilman Spreckelsen sprach von „einem wuchtigen Finale, bei dem es am Ende zwar keine Verhaftung gibt, aber immerhin jede Menge Backpfeifen.“
Die Romanvorlage wurde insgesamt sechsmal verfilmt: 1959 als Kinofilm mit Jean Gabin unter der Regie von Jean Delannoy (deutscher Titel: Maigret kennt kein Erbarmen), 1963 als jugoslawischer Fernsehfilm mit Ljuba Tadic unter der Regie von Sava Mrmak sowie in den TV-Serien Maigret mit Rupert Davies (1962), Les Enquêtes du commissaire Maigret mit Jean Richard (1980), Michael Gambon (1992) und Maigret mit Bruno Cremer (1994). Im Jahr 1994 produzierten SDR und SWF ein Hörspiel unter der Regie von Patrick Blank. Den Maigret sprach Joachim Nottke.

## Ausgaben
- Georges Simenon: L’Affaire Saint-Fiacre. Fayard, Paris 1932 (Erstausgabe).
- Georges Simenon: Maigret und das Geheimnis im Schloß. Übersetzung: Hansjürgen Wille, Barbara Klau. Kiepenheuer & Witsch, Köln 1958.
- Georges Simenon: Maigret und das Geheimnis im Schloß. Übersetzung: Hansjürgen Wille, Barbara Klau. Heyne, München 1967.
- Georges Simenon: Maigret und die Affäre Saint-Fiacre. Übersetzung: Werner De Haas. Diogenes, Zürich 1986, ISBN 3-257-21373-5.
- Georges Simenon: Maigret und die Affäre Saint-Fiacre. Sämtliche Maigret-Romane in 75 Bänden, Band 13. Übersetzung: Werner De Haas. Diogenes, Zürich 2008, ISBN 978-3-257-23813-6.